# Ctenosaura bakeri
Ctenosaura bakeri é uma espécie em perigo crítico de iguana do gênero Ctenosaura endêmica da ilha de Útila, uma das Ilhas da Baía na costa de Honduras, no Caribe.
É a única espécie da família Iguanidae e uma das duas espécies de lagarto que habitam exclusivamente manguezais de água salobra, sendo forçada a esse habitat devido à competição com espécies maiores. É a menor das três espécies de iguanas encontradas em Útila e única entre as iguanas do gênero Ctenosaura, pois nasce com uma coloração escura, em vez de verde ou amarelo brilhante. É arborícola e principalmente herbívora, embora possa ser carnívora oportunista. Machos podem atingir até 76 cm de comprimento total, enquanto fêmeas são menores, com até 56 cm. Os ovos são depositados em praias arenosas e eclodem após 60–76 dias, com os filhotes retornando para viver nos manguezais.
Levada à beira da extinção na década de 1990 devido à caça, foi trazida novamente à atenção internacional pelo herpetologista alemão Dr. Gunther Köhler [en] e seu livro Reptiles of Central America. Apesar de vários zoológicos e associações de conservação terem iniciado programas para as iguanas de Útila, a espécie ainda enfrenta ameaças devido à caça excessiva e pode sofrer mais com a perda de habitat. Esforços extremos de conservação estão em andamento para evitar a extinção dessa espécie.

## Taxonomia
Ctenosaura bakeri foi descrita pela primeira vez pelo zoólogo americano de origem norueguesa Leonhard Stejneger [en] em 1901, enquanto trabalhava para a Smithsonian Institution. O nome genérico, Ctenosaura, deriva de duas palavras do grego antigo: ctenos (Κτενός), que significa "pente" (referindo-se aos espinhos em forma de pente nas costas e cauda do lagarto), e saura (σαύρα), que significa "lagarto". Seu nome específico, bakeri, é a forma latinizada do nome de Frank Baker, amigo e colega de Stejneger, ex-diretor do Smithsonian National Zoological Park.
Acredita-se que a espécie tenha evoluído de ancestrais do continente e pode compartilhar ancestrais com Ctenosaura melanosterna [en] e Ctenosaura palearis [en], sendo filogeneticamente mais próxima dessas duas do que de C. similis. O acesso a Útila pode ter envolvido dispersão por água durante furacões, como ocorre com a iguana-verde nas Pequenas Antilhas, ou uma ponte terrestre com o continente, perdida no final da última era do gelo.

## Distribuição e habitat

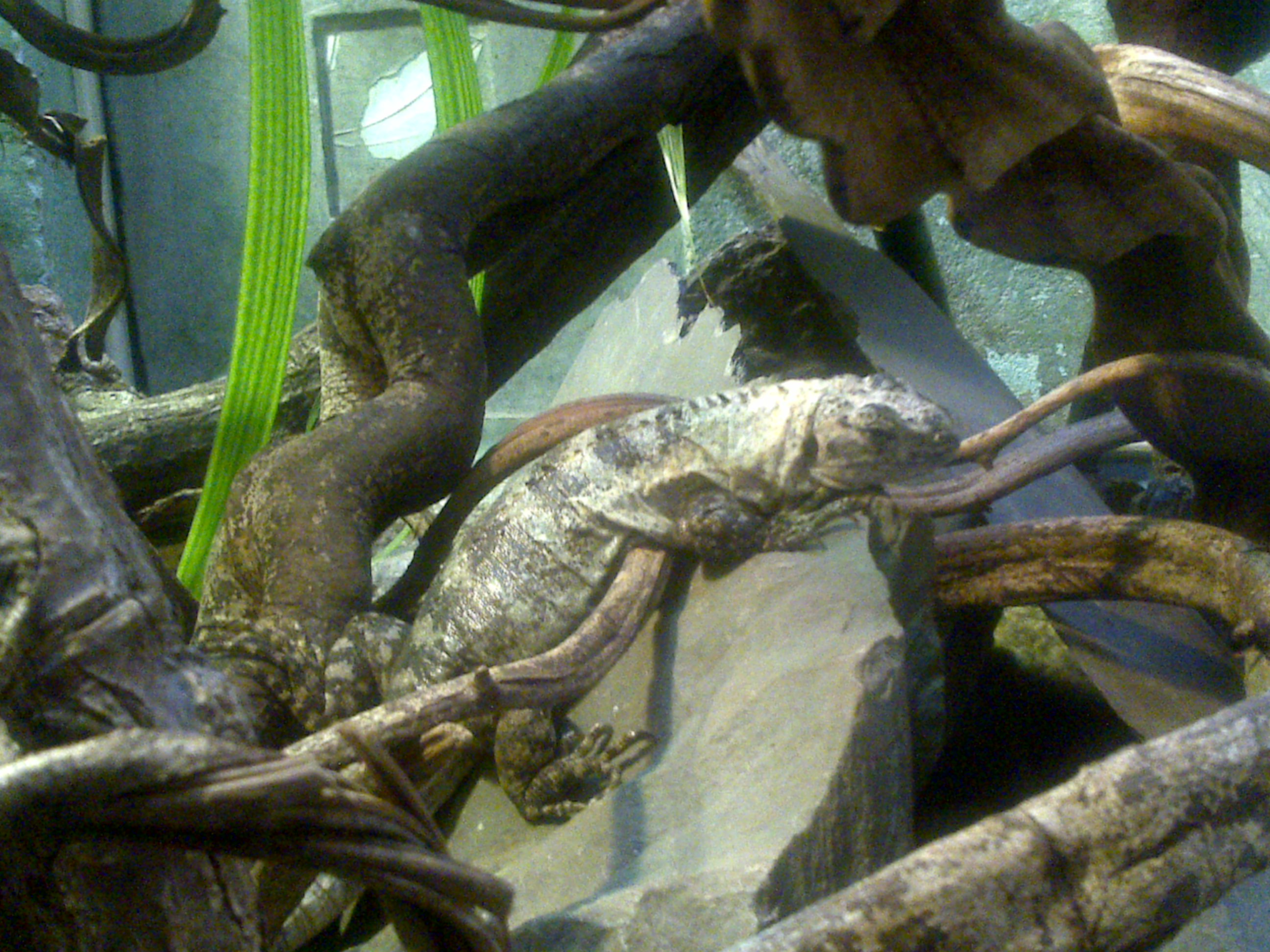
Ctenosaura bakeri no Zoológico de Londres.

Endêmica de Útila, uma ilha na costa norte de Honduras, Ctenosaura bakeri habita 8 km² de manguezais. Única entre os iguanídeos e rara entre répteis, acredita-se que C. bakeri foi forçada a viver em manguezais de água salobra devido à competição com a maior e mais agressiva C. similis, que normalmente ocupa habitats mais secos em Útila. Já se reproduziu com essa espécie, gerando descendentes viáveis. Do ponto de vista evolutivo e ecológico, habitar manguezais exige adaptações específicas na dieta, comportamento e uso de recursos. É uma das duas únicas espécies de lagarto, junto com Anolis utilensis [en], que vive exclusivamente em manguezais.

## Descrição
A iguana Ctenosaura bakeri apresenta uma coloração cinza-marrom a preta quando jovem, sendo a única espécie do gênero Ctenosaura com tal coloração escura na juventude. Outros membros do gênero têm coloração verde ou amarela quando jovens, escurecendo com a idade. Ao amadurecer, Ctenosaura bakeri pode apresentar tons de azul ou cinza claro, dependendo das condições de calor ou até do temperamento do animal.
Machos atingem um comprimento total máximo (incluindo a cauda) de 76 cm, enquanto fêmeas são geralmente 30% menores, com até 56 cm de comprimento total. Machos possuem uma pequena barbela e uma crista dorsal composta por 56 grandes espinhos dorsais, tornando a espécie sexualmente dimórfica. Essa crista dorsal é formada por espinhos brancos e pretos, dispostos em grupos alternados de dois ou três da mesma cor.

### Dieta
Como a maioria dos iguanídeos, Ctenosaura bakeri é principalmente herbívora, alimentando-se de flores, folhas, caules e frutos, mas pode consumir oportunisticamente pequenos animais, ovos e artrópodes que habitam os manguezais. Foi observada comendo iguanas-verdes menores (Iguana iguana) e Hemidactylus frenatus.

### Reprodução
Adultos vivem em tocas dentro de árvores de mangue e mantêm uma existência arborícola, enquanto os jovens são estritamente terrestres no primeiro ano de vida. Como a iguana de Útila não consegue depositar seus ovos com sucesso nos manguezais, as fêmeas grávidas migram para praias arenosas próximas para enterrar suas ninhadas, onde os ovos incubam sob o sol quente. Após cavarem seus ninhos e depositarem os ovos, as fêmeas abandonam os ninhos e retornam aos manguezais. Entre 60 e 74 dias depois, os filhotes eclodem e retornam aos manguezais.
Os filhotes medem 15 cm de comprimento, sendo o corpo apenas 3 cm e a cauda responsável por 12 cm do comprimento total. A coloração escura dos filhotes permite que se camuflem no solo escuro dos manguezais, ajudando a evitar predadores.

## Estado de conservação
Gunther Köhler encontrou a espécie à beira da extinção, possivelmente extinta funcionalmente na natureza em 1994, devido à caça excessiva e ao habitat restrito. Como resultado, a Estação de Pesquisa e Criação de Iguanas foi construída em abril de 1997, com apoio e fundos de organizações como a Sociedade Zoológica de Frankfurt [en], o Museu de História Natural Senckenberg, AFE-COHDEFOR (Administração Florestal Estatal-Corporação de Desenvolvimento Florestal de Honduras), BICA (Associação de Conservação das Ilhas da Baía) e a Universidade Nacional Autônoma de Honduras.
Atualmente, a espécie tem uma população selvagem estimada em 10.000 indivíduos em 2–3 subpopulações, mas está gravemente ameaçada pela destruição de habitat. Os manguezais estão sendo usados como lixões e desmatados para a construção de casas, resorts e marinas. As praias, essenciais para a reprodução, estão sendo perdidas com a remoção da vegetação natural para a construção de hotéis e estradas. Segundo uma pesquisa da IUCN, plantas invasoras exóticas cobrem o solo próximo aos manguezais, tornando a área inadequada para ninhos. A iguana é caçada localmente para consumo de carne, embora esforços educacionais tenham reduzido essa prática nos últimos anos.
Em 2004, após a expedição de Köhler e seu livro Reptiles of Central America, foi fundado o Projeto de Conservação da Iguana de Útila (CPUI). A Sociedade Internacional de Iguanas e o CPUI buscam comprar terras para preservar habitats e planejam estabelecer um posto avançado com pessoal da Estação de Pesquisa e Criação de Iguanas, que monitorará a área e trabalhará com desenvolvedores para selecionar locais de construção que preservem o máximo possível de áreas de praia intocadas.
A Estação de Pesquisa e Criação de Iguanas utiliza um programa de "início assistido" para iguanas recém-nascidas. Originalmente usado para proteger filhotes de tartaruga-marinha, esse processo envolve incubar ovos de iguana e proteger e alimentar os filhotes até que atinjam um tamanho capaz de resistir à predação. No caso de Ctenosaura bakeri, 50% dos filhotes nascidos no centro são mantidos no programa, enquanto os demais são liberados nos manguezais após a eclosão. O objetivo é aumentar o tamanho dos animais para que possam fugir ou se defender de predadores. O programa tem se mostrado bem-sucedido, com as iguanas se comportando como seus pares nascidos na natureza. O sucesso do programa de Útila serve como modelo para outros programas no Caribe, especialmente para espécies de Cyclura, como a iguana-cubana e a iguana-azul.

### Instituições zoológicas
A iguana Ctenosaura bakeri é mantida em vários zoológicos na Europa e em dois nos Estados Unidos (Zoológico de Fresno Chaffee [en] e Zoológico de Fort Worth [en]), cada um funcionando como um centro de reprodução ex-situ. Em setembro de 2007, o Zoológico de Londres conseguiu reproduzir Ctenosaura bakeri pela primeira vez fora de Útila, um passo importante para garantir sua sobrevivência caso a espécie seja perdida em seu habitat natural devido a furacões ou caça excessiva. A população está atualmente estável, mas declínios futuros são esperados devido às ameaças mencionadas.
De acordo com a organização Species360 [en], os seguintes zoológicos mantêm Ctenosaura bakeri em suas exibições.
| Instituição                              | Macho(s) | Fêmea(s) | Desconhecido |
| ---------------------------------------- | -------- | -------- | ------------ |
| Parque Zoológico de Barcelona            | 0        | 0        | 2            |
| Zoológico de Blackpool                   | 1        | 1        | 0            |
| Parque de Vida Selvagem de Cotswold [en] | 0        | 0        | 1            |
| Zoológico de Chester                     | 1        | 1        | 0            |
| Zoológico de Amnéville [en]              | 1        | 0        | 0            |
| Durrell Wildlife Park                    | 1        | 2        | 3            |
| Zoológico de Londres                     | 1        | 1        | 3            |
| Zoológico de Paignton [en]               | 0        | 0        | 1            |
| Zoológico de Płock                       | 1        | 0        | 2            |
| Zoológico de Roterdã [en]                | 2        | 3        | 0            |
| Museu de História Natural de Tournai     | 1        | 0        | 0            |
| Zoológico de Whipsnade                   | 1        | 2        | 13           |
| Subtotal Europa                          | 10       | 10       | 25           |
| Zoológico de Fort Worth [en]             | 4        | 1        | 2            |
| Zoológico de Fresno Chaffee [en]         | 0        | 1        | 2            |
| Subtotal EUA                             | 4        | 2        | 4            |
| Totais                                   | 14       | 12       | 29           |